# Baraga (Michigan)
Baraga – wieś w Stanach Zjednoczonych, w stanie Michigan, w hrabstwie Baraga.